# Montcusel
Montcusel es una localidad y comuna francesa situada en la región de Franco Condado, departamento de Jura, en el distrito de Saint-Claude y cantón de Moirans-en-Montagne.

## Demografía
| 88 | 88 | 78 | 93 | 144 | 172 | 336 |
| Para los censos de 1962 a 1999 la población legal corresponde a la población sin duplicidades (Fuente: INSEE [Consultar]) |    |    |    |     |     |     |